# Rami Flavian Al-Kabalan
Mons. Rami Flavian Al-Kabalan (* 17. července 1979, Zaidal, Guvernorát Homs) je syrský duchovní Syrské katolické církve a biskup.

## Život
Po základním a středním vzdělání nastoupil do kněžského vyššího semináře v Charfetu v Libanonu. Poté byl poslán do Říma, kde zpočátku pobýval v Papežské řecké koleji svatého Athanásia a poté v Papežském francouzském semináři. V Římě studoval na Papežské lateránské univerzitě, kde získal licenciát z teologie.
Roku 2004 byl v kostele svaté Kláry v Římě z rukou kardinála Ignatia Moussy I. Daúda, který byl v této době prefektem Kongregace pro východní církve, vysvěcen na diákona.
Dne 16. července 2005 byl arcibiskupem Homsu Théophilem Georgesem Kassabem vysvěcen na kněze.
Od roku 2007 do roku 2011 byl farářem v Al-Nabeku a Yabrudu.
Roku 2013 se stal postulátorem kauzy blahořečení biskupa Flaviena-Michela Malkého a asistentem prokurátora při Svatém stolci.
Roku 2015 dokončil studium východního kanonického práva na Papežském východním Institutu a zde také získal doktorát.
Dne 21. června 2017 jej papež František jmenoval apoštolským vizitátorem pro věřící syrské katolické církve v Západní Evropě
Dne 27. března 2020 jej patriarcha Ignace Joseph III. Younan po získání nihil obstat jmenoval prokurátorem Syrského antiochijského patriarchátu při Svatém stolci.
Dne 28. března 2020 jej papež František jmenoval titulárním biskupem z Arethusy. Biskupské svěcení přijal 13. září 2020 v Lateránské bazilice z rukou patriarchy Ignace Josepha III. Younana a spolusvětiteli byli arcibiskup Denys Antoine Chahda a arcibiskup Giorgio Demetrio Gallaro.
Od 21. října 2021 do 7. ledna 2023 byl patriarchálním administrátorem archieparchie Homs.